# Moritz Fischer von Farkasházy

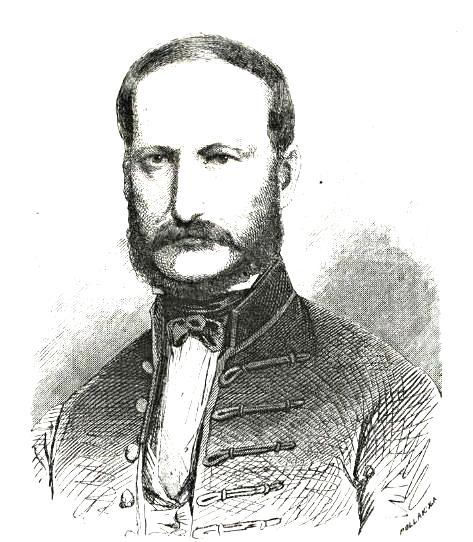
Moritz Fischer von Farkasházy

Moritz Fischer von Farkasházy (* 25. März 1799 in Totis, Ungarn; † 15. Februar 1880 ebenda) war ein ungarischer Porzellan-Hersteller.

## Biografie
Moritz Fischer (auf Ungarisch: Fischer Mór(ic)) leistete hervorragende Dienste für die ungarische Industrie und Kunst durch seine Porzellanmanufaktur Herend in der Nähe von Veszprém, die er im Jahre 1839 von deren Gründer Vinzenz Stingl (Stingl Vince) übernahm, welcher zuvor in Fischers Heimatstadt in der Steingutfabrik Schlögel tätig gewesen war. Er hatte anfangs gegen unzählige Schwierigkeiten zu kämpfen, bevor es ihm gelang, seine Manufaktur zum Erfolg zu führen. Herend wurde jedoch zu einer veritablen Kunstinstitution, die sich mit den anderen berühmten Porzellan-Betrieben von Sèvres, Meißen und Berlin messen konnte. Herend war auf zahlreichen internationalen Ausstellungen mit interessanten und künstlerischen Exponaten vertreten, für die es zahlreiche Auszeichnungen und erste Preise erhielt.
In Anerkennung seiner Leistungen erhob ihn König Franz Joseph I. im Jahre 1869 in den ungarischen Adelsstand. Nach seinem Ableben wurde die Porzellanmanufaktur von seiner Familie weitergeführt.